# 萊克維尤 (紐約州伊利縣)
萊克維尤（英語：Lake View）是位於美國紐約州伊利縣的非建制地區。

## 歷史
萊克維尤的郵局自1868年營運至今。

## 地理
萊克維尤所處的海拔為高於海平面219米（即719英呎），而該地所採用的時區為UTC-5，即北美东部时区（EST）。同時該地設有夏令時間，為UTC-5調快一小時，即UTC-4（EDT）。